# Lestes minutus
Lestes minutus – gatunek ważki z rodziny pałątkowatych (Lestidae). Występuje na terenie Ameryki Południowej.